# Sturmmühle (Lupburg)
Sturmmühle ist ein Gemeindeteil des Marktes Lupburg im Landkreis Neumarkt in der Oberpfalz.

## Geographie
Die Einöde Sturmmühle liegt 2,0 km südöstlich des Ortskerns von Lupburg als letzte Mühle an der Schwarzen Laber nahe der Grenze zum Landkreis Regensburg.

## Geschichte
Während der Zeit, als dieses Gebiet im Besitz des Herzogtums Pfalz-Neuburg war, gehörte die Sturmmühle zur Herrschaft Lupburg. 1557 besaß Hans Kolb die Sturmmühle, 1654 Haus Raidl, 1701 Hans Ruidl, um 1712 Michael Seitz und ab 1787 Joseph Plank. Die Familie Plank ist noch heute im Besitz der Sturmmühle.
An der Mühle waren zwei unterschlächtige Wasserräder mit fünf Metern Durchmesser eingebaut. Damit wurden eine Mühle und eine Säge betrieben. Die Wasserräder wurden später durch eine Turbine ersetzt. Der Mühlenbetrieb wurde während des Zweiten Weltkrieges eingestellt, der Sägebetrieb endete im Jahr 1946.